# Banditen-Galopp
Banditen-Galopp (Galop des bandits) est une polka rapide de Johann Strauss II (op. 378). L'œuvre est créée le 18 mars 1877 à Baden-Baden.

## Histoire
La polka est composée sur la base de motifs de l'opérette Prinz Methusalem (Prince Mathusalem). L'œuvre rejoint ainsi une série de compositions (opus numéros 375, 376, 377 et 379 ) qui reprennent tous les thèmes de cette opérette. Strauss utilise surtout dans cette polka un duo avec chœur sur le texte In der Stille, ganz verstohl’n, werden wir die Schätze hol’n (Dans le silence, tout à fait furtivement, on va chercher les trésors) ainsi que les motifs du final de l'opérette. Le nom du titre remonte à l'opérette, où un bandit chante le texte cité.
La première représentation publique de la polka a lieu le 18 mars 1877 au Conversationshaus de Baden-Baden sous le titre Sapristi. Son titre actuel a ensuite été décidé à Vienne. Johann Strauss est passé par Baden-Baden au retour d'une obligation à Paris. Quelques années plus tôt, il avait déjà dirigé l'orchestre thermal local en tant que chef invité. Il est donc prié à nouveau de le diriger, lors de la première interprétation de cette polka.

## Durée
Sa durée d'exécution est de 2 minutes et 36 secondes. Elle peut varier quelque peu selon l'interprétation musicale du chef d'orchestre.

## Postérité
La pièce est jouée lors du célèbre concert du nouvel an à Vienne : en 1947 (Josef Krips) ; 1953 et 1955 (Clemens Krauss) ; 1959, 1964, 1966 et 1969 (Willi Boskovsky) ; 1980 et 1985 (Lorin Maazel) ; 1988 (Claudio Abbado) ; 1999 (Lorin Maazel) ; 2006 (Mariss Jansons) ; 2023 (Franz Welser-Möst).